# وكالة تسنيم الدولية للأنباء
وكالة تسنيم للأنباء (بالفارسية: خبرگزاری تسنیم) هي وكالة أنباء خاصة في إيران أطلقت في عام 2012. المقر الرئيسي للوكالة يقع في طهران والغرض منها هو تغطية مجموعة متنوعة من المواضيع السياسية والاجتماعية والاقتصادية والدولية مع مجالات أخرى. تم ترخيص جميع محتوياته كالمشاع الإبداعي(Creative Commons).

## مجال النشاط
جميع المجالات الإخبارية مثل الصحوة الإسلامية ، السياسية ، الثقافية ، الاجتماعية ، الاقتصادية ، الدولية ، الرياضية ، الصور ، الجرافيك ، الأفلام ، الصوت وغيرها من المجالات.

## تأسيس وكالة أنباء (تسنيم) بالعبرية
افتتحت وكالة تسنيم للأنباء قسمها العبري في 3 يناير 2022.